# Перекоп
Перекоп (укр. Перекоп, рус. Перекоп, Кримскотатарски језик Or Qapı, грч. Τάφρος "Тафрос") град је на стратегијској локацији Крима, који повезује кримски оток са централном Украјином. Кримски Татари су град звали Ор-Капи, у преводу Капија на шанцу.
Стари град је срушен 1920. а поред нјега стоји новији град Перекоп.

## Историја
Због своје локације и стратегијске позиције град је увек био веома значајан за време старог, средњег и новог века. Некада је то био богати трговачки град где су придобивали сол. За време Плинија Старијего (I век ) град је описан као Тафрос (старогрчки језик). Плиниј је насеље и описао заједно са сужењем, где је Перекоп стајао. Према Плинију град је био добро утврђен и Грци су га намеравали претворити у луку.
За време Кримскога канства (1441-1783) град је био главна тврђава, која је чувала оток Крим од копна према северу. Град је описао и османски путописац Евлија Челебија 1660. године, где је записао да то је била унутрашња граница, која је постојала 1200 године прије долазка Златне хорде. Преко утврђења Крима (град Перекоп) дошло се на полуострво. Не само кримска, него и северноцрноморска степа и приазовска степа (код града Азов) биле су под Кримским каном. Тамо су бивали номадски татари-Ногајци, који су доносили мед, маслац, овце, јагњад и робове (рус. Ясы́рь, тур. esir; робови које су ухапсили за време рација по унутрашњости копна, углавном су то били Словени (Руси, Украјинци, Пољаци).

#### Руско царство
Први пут Руси су дошли до Перекопа за време Кримског похода 1689. године, када је до Перекопа дошао Василиј Голицин. Тада опсаде града није било. Прво заузимање Перекопа је било 1736. године, под командом Кристофа Бурхарта Миниха. Поред Перекопа Руси су заузели још Бахчисарај (престолница Крима), Кезле́в (Јевпаторија) и Ак-Мече́т (Черноморское), после напада у унутрашњости руска армија се вратила назад на Перекоп.
Друга опсада Перекопа десила се 13. јуна 1771. године, под командом Василија Михаиловича Долгорукова, касније губернатором Москве. После заузимања Крима од стране Руске Империје град је стао центар Тавријске губерније.

## Уништење Перекопа (1920)
Од јануара до марта 1920. 4 хиљаде војника 3. армије Наоружаних Сила Југа Русије (рус. ВСЮР, Бела гарда Антона Дењикина), под генералом Јаковим Слашчјовом бранила је град од напада 40 хиљада Совјетских бољшевика. Град је тада бранио Крим, који је био један од последњих упоришта ројалиста. Са Крима је касније била евакуација белих Руса (Врангелова евакуација).
Крајем 1920. године Црвена армија је Перекоп избрисала са лица земље. Данас тамо стоји спомен-село Перекоп, као спомен на разрушени град. Рушевине Перекопа се данас налазе један километар од новог града Перекоп.